# ظل الأفعى (رواية)

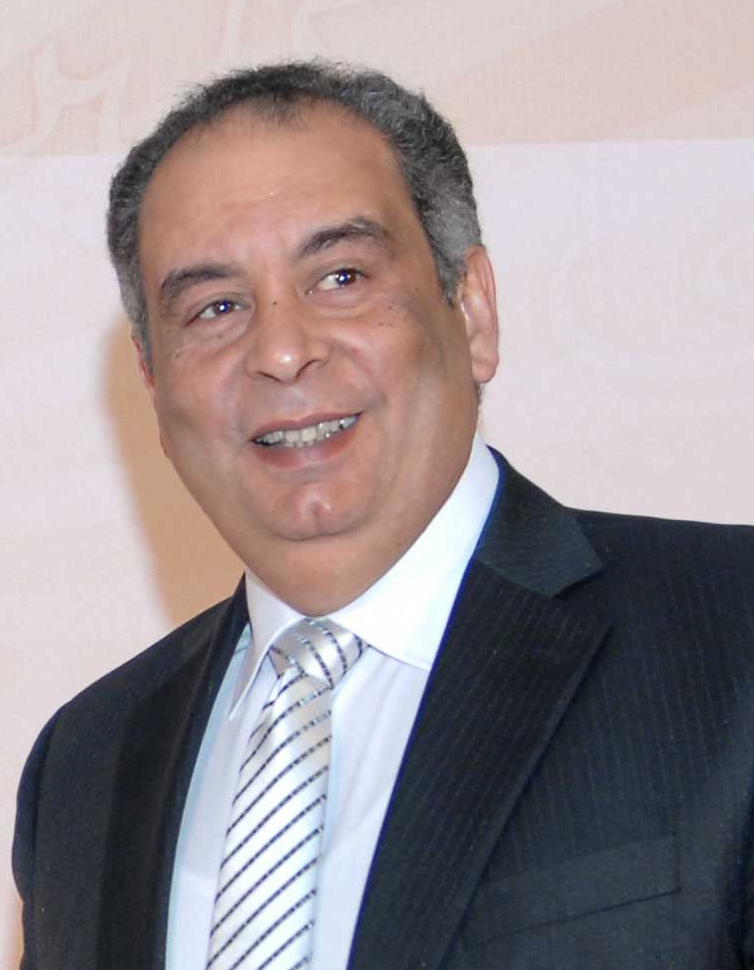
يوسف زيدان

ظل الأفعى هي رواية كتبها المؤلّف المصري وخبير المخطوطات يوسف زيدان عام 2006. وقد صدرت عن دار الشروق.
تدورأحداث الرّواية حولَ شخص يحاول استرضاء زوجته بعدما نشزت عنه بلا سبب معروف. ويحاول الاستعانة بجدّها الباشا لإعادتها إلى صوابها. يتبيّن فيما بعد أنّ الزوجة كانت تتلقى رسائل بالبريد من أمّها التي كانت قد هجرتها في صغرها بعد وفاة والدها.
هدف الرّواية بشكل عام هو بيان أهميّة الأنثى تاريخيّاً وتدرّجها من منزلة التقديس سابقاً وتأليهها إلى منزلة التدنيس في الوقت الحالي ومعاملتها معاملة دونيّةً من قبل الذّكر. ويتم ذلك من خلال الرّسائل التي كانت ترسلها الأم إلى ابنتها والتي يحكي معظمها - بل كلّها - عن الأنثى.
وزمن القصّة يدور في يوم واحد وهو الثلاثين من شهر حزيران (يونيو ) من عام 2020 ميلاديّة.

## شخوص الرّواية
- الزّوج : واسمه في القصّة عبده.
- الزوجة : لم يذكر اسمها في الأحداث إلا أنّه تمّت الإشارة إليها باسم (نواعم).
- الجدّ : وهو جدّ الزّوجة لأبيها. ويوصف بالأحداث باسم ( الباشا ) لكونه يحمل رتبة عسكريّة عالية.
- أم الزّوجة : وتظهر في القصّة من خلال الرسائل التي كانت تُرسل بها إلى ابنتها.
- نايل : صديق الزّوج. شاب يعيش وحده يحادثه الزّوج أحياناً بما يجري معه طلباً للمشورة.
- دلال : فتاة في العشرينات من عمرها يتعرّف عليها الزّوج «عبده» أثناء زيارة لصديقه نايل.

## اقتباسات من الرواية
- السؤال هو الإنسان. الإنسان سؤال لا إجابة. وكل وجودٍ إنساني احتشدت فيه الإجابات فهو وجود ميت ! وما الأسئلة إلا روحُ الوجود.. بالسؤال بدأت المعرفة وبه عرف الإنسان هويته. فالكائنات غير الإنسانية لا تسأل، بل تقبل كل ما في حاضرها، وكل ما يحاصرها. الإجابةُ حاضرٌ يحاصر الكائن، والسؤالُ جناحٌ يحلق بالإنسان إلى الأفق الأعلى من كيانه المحسوس. السؤالُ جرأةٌ على الحاضر، وتمرّدُ المحَاصَـر على المحاصِـر .. فلا تحاصرك الإجابات، فتذهلك عنك، وتسلب هويتك
- لا فائدة من كلام لا يُسمع، ومن وعي بلغ من التخلف أن اعتقد بإحاطته باليقين التام، وبأن كل ما يقع خارج معتقده هو ، إنما هو ضلال مبين
- الأمومة .. طبيعة، والأبوة ثقافة. الأمومة يقين، والأبوة غلبة ظن. الأمومة أصل في الأنثى، والأبوة فرع مكتسب
- ترنيمة لإيزيس(إيزُت، بحسب النطق المصري القديم) :

يوم أُفني كل ما خَلَقتُ
ستعود الأرضُ محيطا بلا نهاية،
مثلما كانت في البدء
وحدي، أنا، سأبقى
وأصيرُ كما كنت قبلاً
أَفعى، خفيةً، عصية على الأَفهامِ.

## اقرأ أيضاً
- آراء القراء على موقع أبجد حول رواية ظل الأفعى
- أصداء الرّواية
- رواية عزازيل
- رواية النبطي
- نور (رواية)